# جيمس فلورنس
جيمس فلورنس (بالإنجليزية: James Florence)‏ مواليد 31 مايو 1988 في ماريتا، هو لاعب كرة سلة أمريكي. بدأ مسيرته الاحترافية في سنة 2010. يلعب مع نادي جلونا غورا لكرة السلة كلاعب هجوم خلفي. يحمل الرقم 0. يبلغ طوله 6 قدم 1 بوصة (1.9 م).

## المسيرة الاحترافية
لعب مع إيجوكيا في موسم 2010–2011، ثم لعب مع كريفباس من سنة 2011 إلى 2013، ثم لعب مع سولنوكي أولاي في سنة 2013، ثم لعب مع لوفين براونشفايغ في موسم 2013–2014، ثم لعب مع زادار في موسم 2014–2015، ثم لعب مع باريس لوفالوا في الدوري الفرنسي في سنة 2015، ثم لعب مع سيبونا في موسم 2015–2016، ثم لعب مع جلونا غورا في سنة 2016.

## روابط خارجية
- جيمس فلورنس على موقع كرة السلة الأوروبية.كوم (الإنجليزية)
- جيمس فلورنس على موقع كلية كرة السلة في سبورتس رفرنس.كوم (الإنجليزية)
- جيمس فلورنس على موقع ريلجم (الإنجليزية)
- جيمس فلورنس على موقع بروبوليرز (الإنجليزية)
- جيمس فلورنس على موقع سبورتس رفرنس (الإنجليزية)